# Copa do Brasil de Futsal Feminino de 2017
A Copa do Brasil de Futsal Feminino de 2017 foi a primeira edição da competição de futebol de salão feminina do Brasil, organizada pela Confederação Brasileira de Futebol de Salão.
Na fase inicial da competição, oito equipes – Alfa de Alta Floresta (RO), APCEF (DF), Asdericel (RO), Iranduba (AM), Leoas da Serra (SC), MGA Games (RS), Uirapuru (MT) e Valência (RR) – disputaram quatro vagas para as quartas-de-final, com jogos de ida e volta em caráter eliminatório. Os vencedores desta etapa juntaram-se a Real Colombo (PR), Jequié (BA), Unifor/Nacional Gás (CE) e Estrela Real (TO), que estavam garantidos nas quartas devido a um sistema de regionalização pré-estabelecido.

## Participantes
| Equipe                | Cidade                | Participação |
| --------------------- | --------------------- | ------------ |
| Alfa de Alta Floresta | Alta Floresta d'Oeste | 1ª           |
| APCEF                 | Brasília              | 1ª           |
| Asdericel             | Porto Velho           | 1ª           |
| Estrela Real          | Palmas                | 1ª           |
| Iranduba              | Manaus                | 1ª           |
| Jequié                | Jequié                | 1ª           |
| Leoas da Serra        | Lages                 | 1ª           |
| MGA Games             | Caxias do Sul         | 1ª           |
| Real Colombo          | Colombo               | 1ª           |
| Uirapuru              | Cuiabá                | 1ª           |
| Unifor/Nacional Gás   | Fortaleza             | 1ª           |
| Valência              | Boa Vista             | 1ª           |

## Tabela

### Primeira fase
| 24 de junho de 2017 | Valência                   | 3 – 5     | Iranduba                 | Ginásio Hélio Campos, Boa Vista, RR |
| 17:30 (UTC-4)       | Eliane · Glaucia · Iolanda | Relatório | Elisa · Gisele · Geovana |                                     |

| 24 de junho de 2017 | Leoas da Serra | 0 – 0 | MGA Games | Ginásio Jones Minosso, Lages, SC |
| 19:00 (UTC-3)       |                |       |           |                                  |

| 24 de junho de 2017 | Uirapuru                  | 2 – 4 | APCEF                                                 | Ginásio Darcy Capistrano de Oliveira, Diamantino, MT |
| 20:00 (UTC-4)       | Gol marcado · Gol marcado |       | Gol marcado · Gol marcado · Gol marcado · Gol marcado |                                                      |

| 1º de julho de 2017 | Alfa de Alta Floresta                                 | 4 – 1 | Asdericel   | Ginásio Expedito Gonçalves Ferreira, Alta Floresta d'Oeste, RO |
| 20:00 (UTC-4)       | Gol marcado · Gol marcado · Gol marcado · Gol marcado |       | Gol marcado |                                                                |

| 1º de julho de 2017 | MGA Games   | 1 – 8 | Leoas da Serra                                                                                                | Ginásio Enxutão, Caxias do Sul, RS |
| 20:00 (UTC-3)       | Gol marcado |       | Gol marcado · Gol marcado · Gol marcado · Gol marcado · Gol marcado · Gol marcado · Gol marcado · Gol marcado |                                    |

| 1º de julho de 2017 | APCEF       | 1 – 5 | Uirapuru                                                            | Ginásio do Cruzeiro, Brasília, DF |
| 20:30 (UTC-3)       | Gol marcado |       | Gol marcado · Gol marcado · Gol marcado · Gol marcado · Gol marcado |                                   |

| 1º de julho de 2017 | Iranduba                                              | 4 – 2 | Valência                  | Ginásio do SESI, Manaus, AM |
| 19:00 (UTC-4)       | Gol marcado · Gol marcado · Gol marcado · Gol marcado |       | Gol marcado · Gol marcado |                             |

| 8 de julho de 2017 | Asdericel   | 1 – 3 | Alfa de Alta Floresta                   | Ginásio Eduardo Lima e Silva, Porto Velho, RO |
| 20:00 (UTC-4)      | Gol marcado |       | Gol marcado · Gol marcado · Gol marcado |                                               |

### Quartas-de-final
| 15 de julho de 2017 | Real Colombo | 0 – 6 | Leoas da Serra                                                                    | Ginásio Leandro Alberti, Colombo, PR |
|                     |              |       | Gol marcado · Gol marcado · Gol marcado · Gol marcado · Gol marcado · Gol marcado |                                      |

| 15 de julho de 2017 | Jequié | 0 – 2 | Unifor/Nacional Gás       | Arena AABB, Jequié, BA |
|                     |        |       | Gol marcado · Gol marcado |                        |

| 15 de julho de 2017 | Alfa de Alta Floresta     | 2 – 5 | Iranduba                                                            | Ginásio Expedito Gonçalves Ferreira, Alta Floresta d'Oeste, RO |
|                     | Gol marcado · Gol marcado |       | Gol marcado · Gol marcado · Gol marcado · Gol marcado · Gol marcado |                                                                |

| 22 de julho de 2017 | Estrela Real | 1 – 0 | Uirapuru | Ginásio Ayrton Senna, Palmas, TO |
|                     | Andressa     |       |          |                                  |

| 22 de julho de 2017 | Unifor/Nacional Gás                                                               | 6 – 0 | Jequié | Ginásio Poliesportivo da Unifor, Fortaleza CE |
|                     | Gol marcado · Gol marcado · Gol marcado · Gol marcado · Gol marcado · Gol marcado |       |        |                                               |

| 23 de julho de 2017 | Leoas da Serra | 12 – 0 | Real Colombo | Ginásio Jones Minosso, Lages, SC |
|                     | Gol marcado · Gol marcado · Gol marcado · Gol marcado · Gol marcado · Gol marcado · Gol marcado · Gol marcado · Gol marcado · Gol marcado · Gol marcado · Gol marcado |        |              |                                  |

| 29 de julho de 2017 | Uirapuru | WO – 0 | Estrela Real | Ginásio Darcy Capistrano de Oliveira, Diamantino, MT |
|                     |          |        |              |                                                      |

| 30 de julho de 2017 | Iranduba                                                                          | 6 – 1 | Alfa de Alta Floresta | Ginásio Poliesportivo do Amazonas, Manaus AM |
|                     | Gol marcado · Gol marcado · Gol marcado · Gol marcado · Gol marcado · Gol marcado |       | Gol marcado           |                                              |

### Semifinal
| 5 de agosto de 2017 | Uirapuru | 1 – 4 | Leoas da Serra                  | Ginásio Darcy Capistrano de Oliveira, Diamantino, MT |
|                     | Kerol    |       | Gi · Diana · Amanda · Amandinha |                                                      |

| 10 de agosto de 2017 | Iranduba                 | 5 – 2 | Unifor/Nacional Gás | Ginásio Renée Monteiro, Manaus AM |
|                      | Monalisa · Djeni · Elisa |       | Dinha · Jéssica     |                                   |

| 12 de agosto de 2017 | Leoas da Serra                   | 8 – 1 | Uirapuru | Ginásio Jones Minosso, Lages, SC |
|                      | Greice · Thaís · Jéssica · Diana |       | Kerol    |                                  |

| 20 de agosto de 2017 | Unifor/Nacional Gás | 3(3) – 2(4) | Iranduba         | Ginásio Poliesportivo da Unifor, Fortaleza CE |
|                      | Dinha · Popó        |             | Djeni · Monalisa |                                               |

|                                        |     | Penalidades                            |  |
| Popó: Dinha: Jéssica: Ravadeli: Elisa: | 3–4 | Djeni: Laura: Monalisa: Mayara: Elisa: |  |

### Final
| 1º de setembro de 2017 | Iranduba | 1 – 5     | Leoas da Serra         | Ginásio Poliesportivo do Amazonas, Manaus AM |
|                        | Mayara   | Relatório | Diana · Greice · Thaís |                                              |

| 9 de setembro de 2017 | Leoas da Serra                                 | 6 – 0     | Iranduba | Ginásio Jones Minosso, Lages, SC |
|                       | Gy Dunguinha · Thaís · Greice · Jhenni · Luana | Relatório |          |                                  |

## Premiação
| Copa do Brasil de Futsal Feminino 2017 |
| Santa Catarina                         |
| -------------------------------------- |
| LEOAS DA SERRA Campeão (1º título)     |